# Journal of Materials Chemistry
Journal of Materials Chemistry (abrégé en J. Mater. Chem.) est une revue scientifique à comité de lecture. Cet hebdomadaire publie des articles de recherches originales dans le domaine de la science des matériaux.
D'après le Journal Citation Reports, le facteur d'impact de ce journal était de 6,626 en 2013. L'actuel directeur de publication est George Malliaras (École nationale supérieure des mines de Saint-Étienne, France).